# Cadre-45/1-Weltmeisterschaft 1932

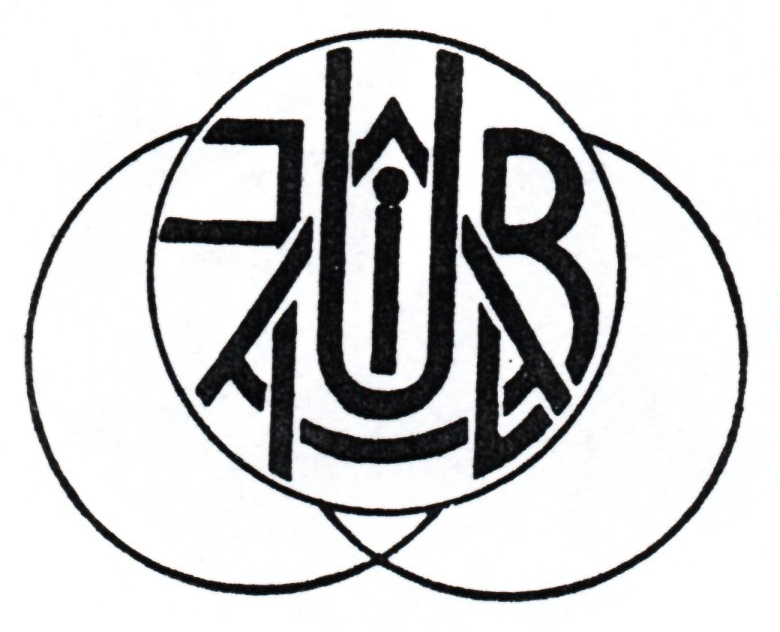
Logo UIFAB (ausrichtender Verband)

Veranstaltungsort: Paris

Die Cadre-45/1-Weltmeisterschaft 1932 war die sechste Cadre 45/1 UIFAB-Weltmeisterschaft, die bis 1938 im Cadre 45/1 und ab 1967 im Cadre 47/1 ausgetragen wurde. Das Turnier fand vom 24. bis zum 28. Februar 1932 in der französischen Hauptstadt Paris statt. Es war die fünfte Cadre 45/1 Weltmeisterschaft in Frankreich.

## Geschichte
Nachdem Albert Corty seine erste Partie gegen Altmeister Charles Faroux verloren hatte, gewann er alle seine Partien und wurde neuer Weltmeister im Cadre 45/1. Für die Highlights des Turniers sorgten andere. Edmond Soussa verbesserte den Weltrekord im besten Einzeldurchschnitt (BED) auf 60,00 und der erst 20-jährige Belgier René Gabriëls verbesserte den Weltrekord in der Höchstserie auf 227. Auch der erst 19-jährige Deutsche Walter Joachim wurde durch sein technisch sehr visiertem Spiel von vielen Teilnehmern gelobt.

## Turniermodus
Es wurde eine Finalrunde im Round Robin System bis 300 Punkte gespielt. Bei MP-Gleichstand wird in folgender Reihenfolge gewertet:
1. MP = Matchpunkte
2. GD = Generaldurchschnitt
3. HS = Höchstserie

## Abschlusstabelle

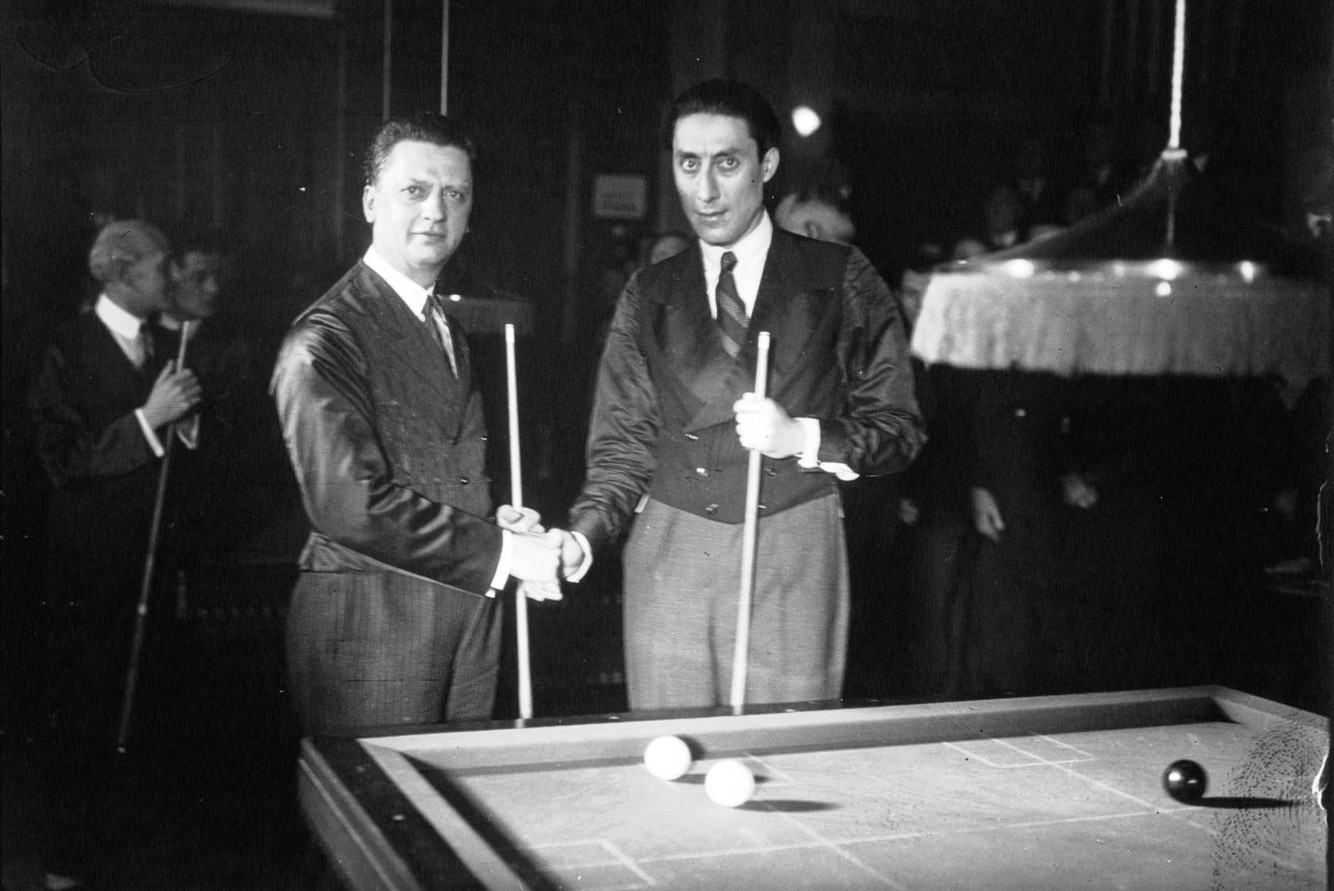
Die Finalisten: Albert Corty und Edmond Soussa

| MP    | Match Points (Sieger = 2; Unentschieden = 1; Verlierer = 0) |
| Pkte. | Erzielte Karambolagen                                       |
| Aufn. | Benötigte Versuche                                          |
| GD    | Generaldurchschnitt                                         |
| BED   | Bester Einzeldurchschnitt eines Spielers                    |
| HS    | Höchstserie                                                 |
|       | Bester GD des Turniers                                      |
|       | Bester ED des Turniers                                      |
|       | Beste HS des Turniers                                       |
|       | 1. Platz (Gold)                                             |
|       | 2. Platz (Silber)                                           |
|       | 3. Platz (Bronze)                                           |

3
| Platz                     | Name           | MP   | Pkte. | Aufn. | GD    | BED   | HS  |
| ------------------------- | -------------- | ---- | ----- | ----- | ----- | ----- | --- |
| 1                         | Albert Corty   | 14:2 | 2247  | 206   | 10,90 | 16,66 | 124 |
| 2                         | Edmond Soussa  | 12:4 | 2155  | 128   | 16,83 | 60,00 | 133 |
| 3                         | Jan Dommering  | 12:4 | 2137  | 208   | 10,27 | 16,66 | 102 |
| 4                         | René Gabriëls  | 10:6 | 2148  | 161   | 13,34 | 42,85 | 227 |
| 5                         | Walter Joachim | 8:8  | 1990  | 197   | 10,10 | 13,63 | 99  |
| 6                         | Charles Faroux | 8:8  | 1969  | 213   | 9,24  | 12,00 | 81  |
| 7                         | Arnold Roth    | 6:10 | 1594  | 211   | 7,55  | 8,82  | 46  |
| 8                         | Jean Albert    | 2:14 | 1609  | 215   | 7,48  | 8,10  | 54  |
| 9                         | Arpád Mezey    | 0:16 | 1233  | 252   | 4,89  | –     | 33  |
| Turnierdurchschnitt: 9,53 |                |      |       |       |       |       |     |